# Naso annulatus
A Naso annulatus a sugarasúszójú halak (Actinopterygii) osztályának sügéralakúak (Perciformes) rendjébe, ezen belül a doktorhalfélék (Acanthuridae) családjába tartozó faj.

## Előfordulása
A Naso annulatus előfordulási területe az Indiai- és a Csendes-óceánokban van. Kelet-Afrikától kezdve, a Mascarenhas-szigetcsoporton keresztül, egészen a Hawaii szigetekig sokfelé megtalálható. Elterjedésének északi határa Japán déli része; a déli határát a Lord Howe-szigetcsoport alkotja.

## Megjelenése
Ez a hal legfeljebb 100 centiméter hosszú. A hátúszóján 5 tüske és 28-29 sugár, míg a farok alatti úszóján 2 tüske és 27-28 sugár ül. A felnőtt hal testszíne barna vagy olíva zöld; a hasi része világosabb. Az ivarérettlen példányok farokúszó sugarai feketék; a farokúszóból vékony nyúlványok lógnak ki. A mellúszók széle fehér.

## Életmódja
Trópusi, tengeri hal, amely a korallzátonyokon él 1-60 méteres mélységekben; de általában 25-60 méter mélyen. A 24-28 Celsius-fokos vízhőmérsékletet kedveli. A fiatalok sekély és tiszta vizű lagúnák és tengerparti korallzátonyok lakói. A kifejlett halak kisebb rajokba verődnek, és főleg a mélyebb vizekbe húzódnak. Nappal táplálkozik. Táplálékai a zooplankton és az algafajok. Éjszaka a korallszirtek repedései közé húzódik.

## Felhasználása
Ezt a halfajt ipari mértékben halásszák. A városi akváriumok szívesen tartott hala.
Néha Ciguatera mérgezést okozhat.

## Képek

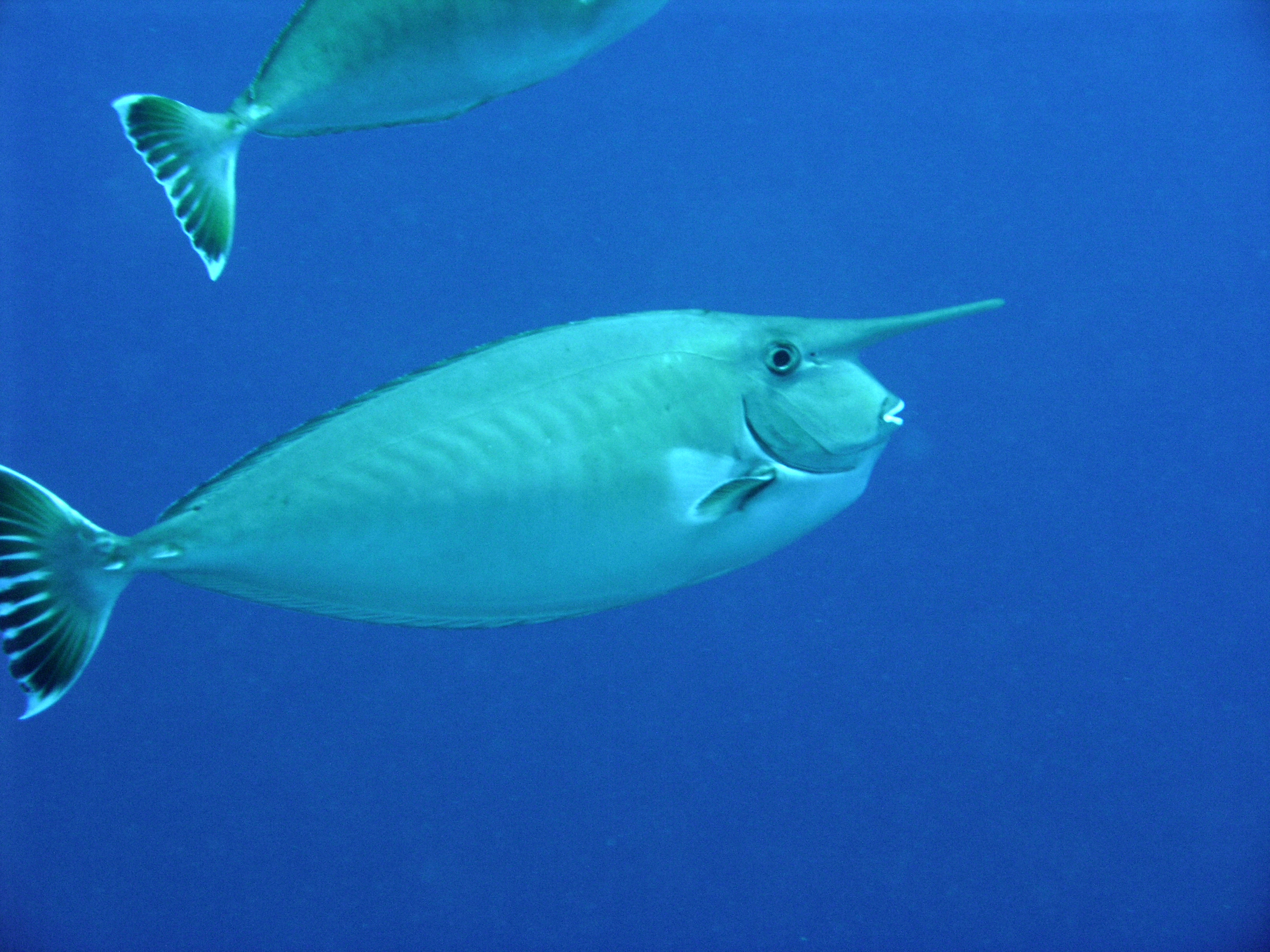
A halfaj
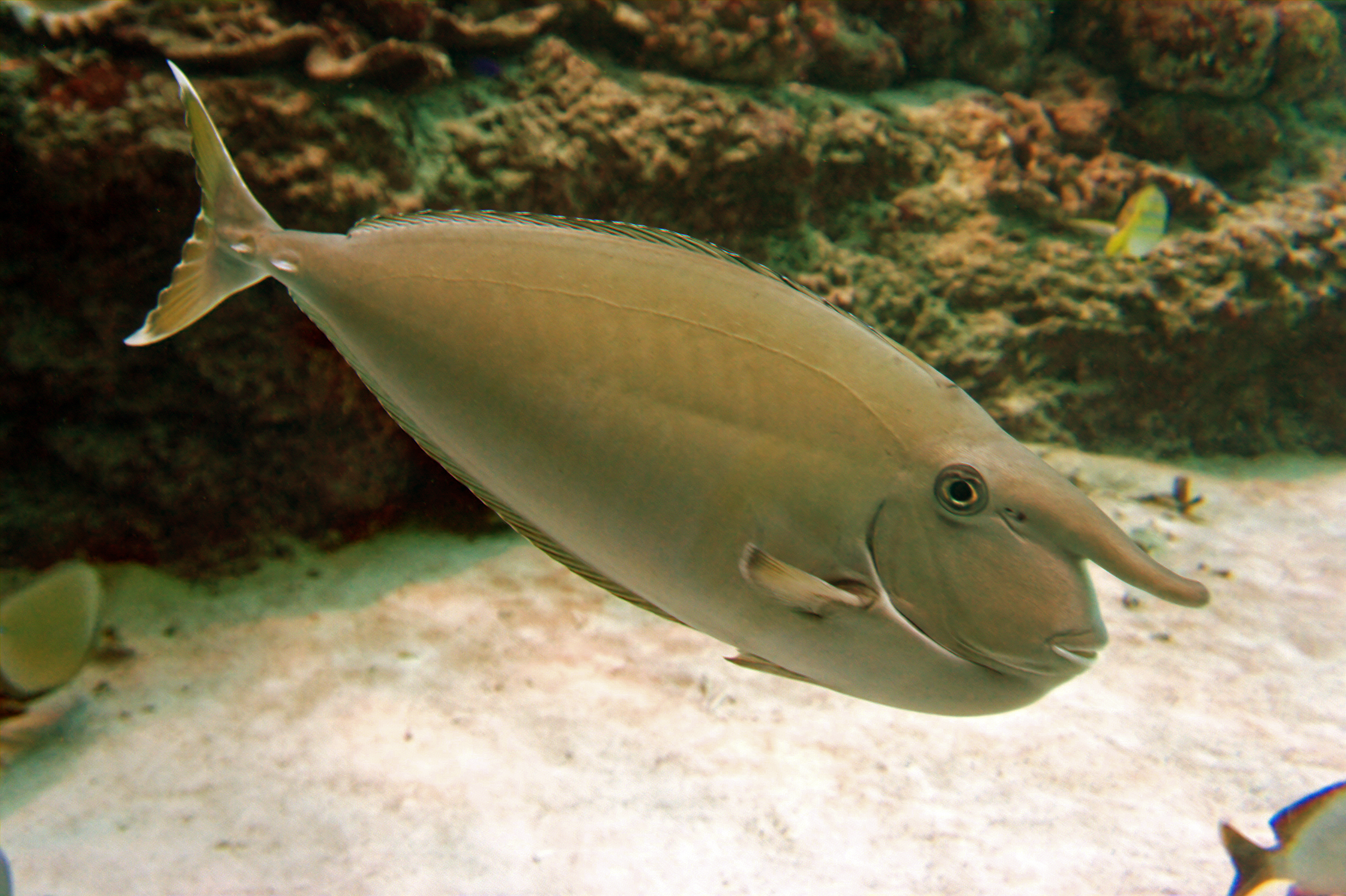
különböző
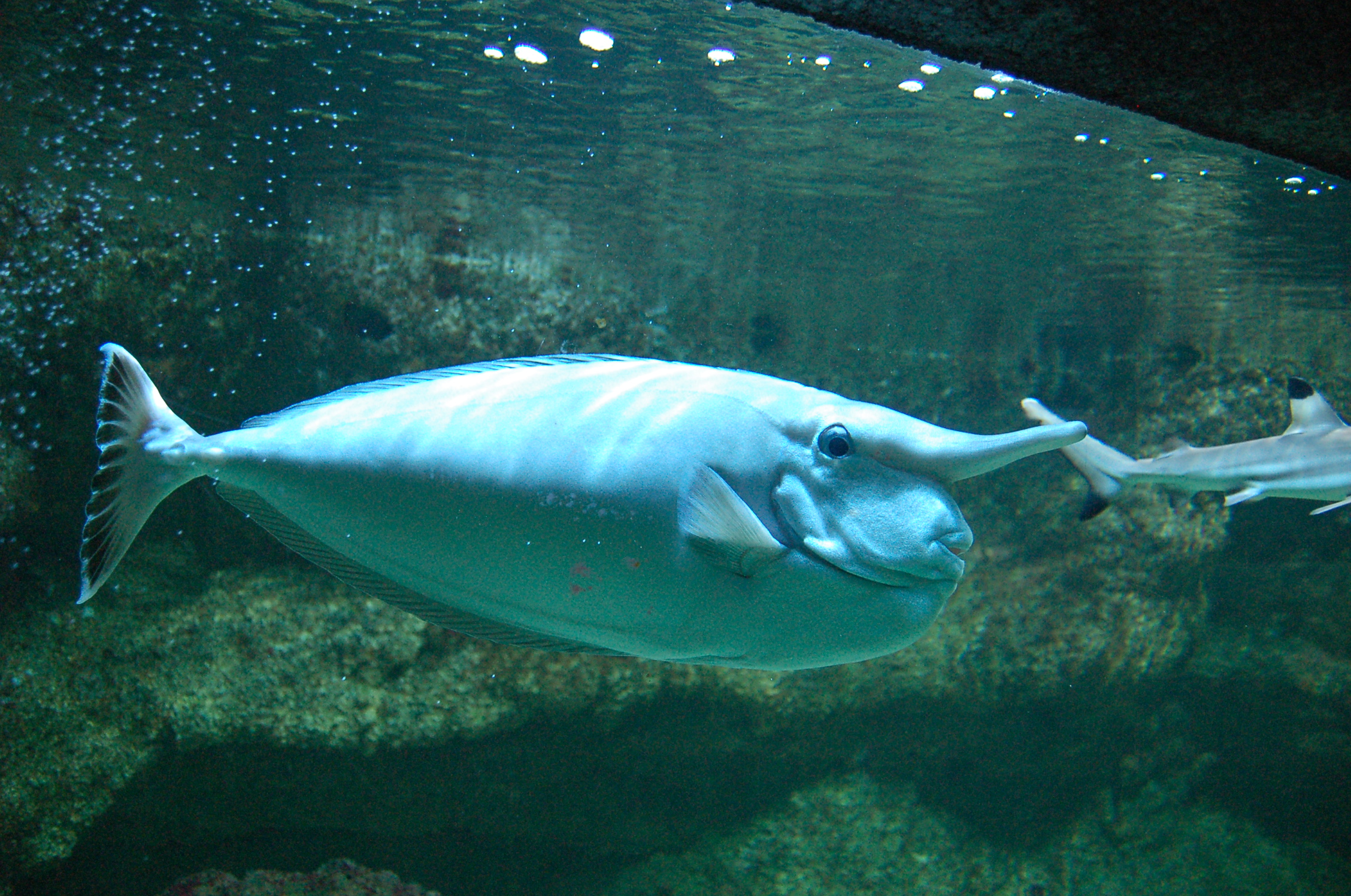
akváriumokban
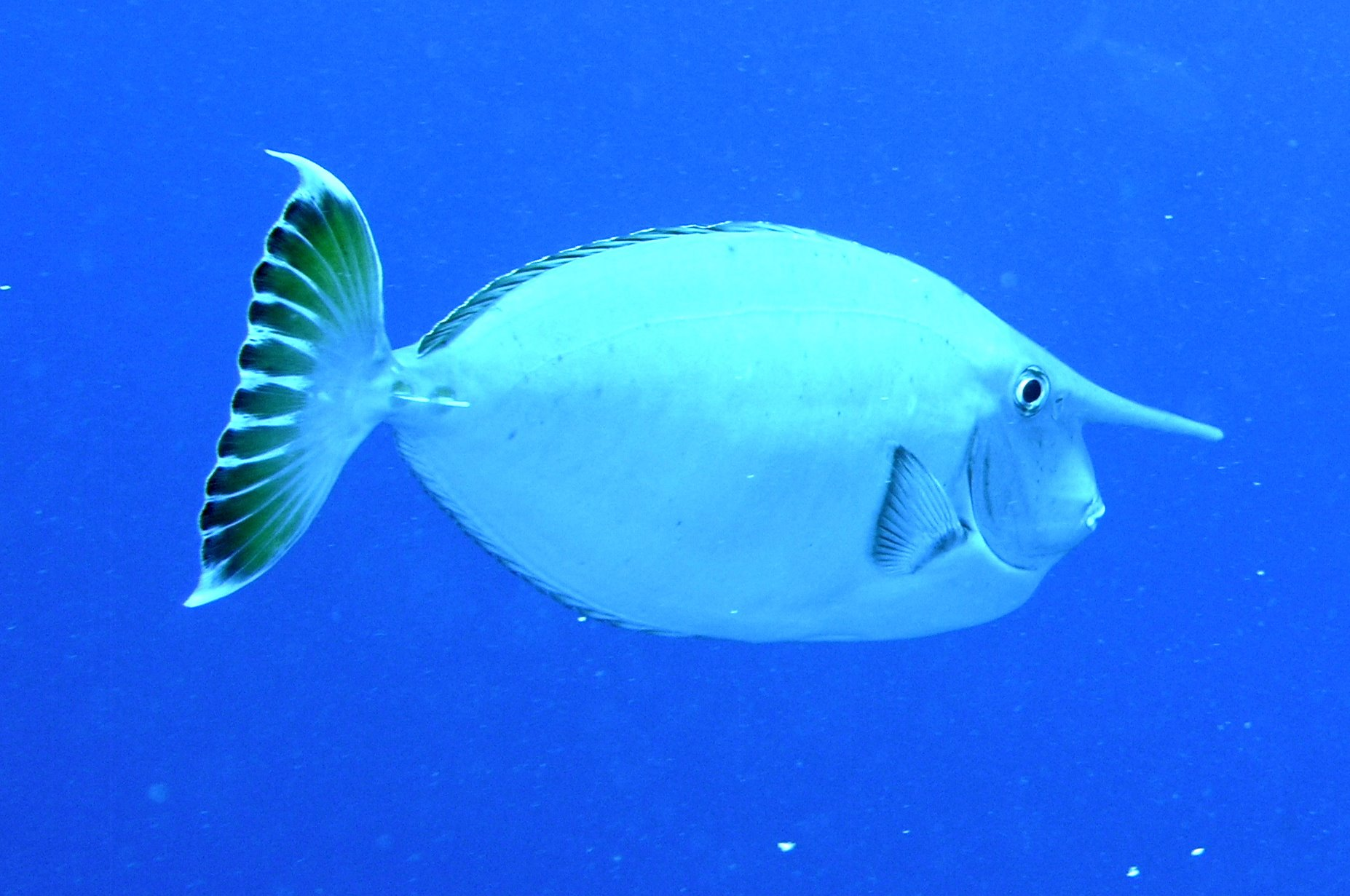
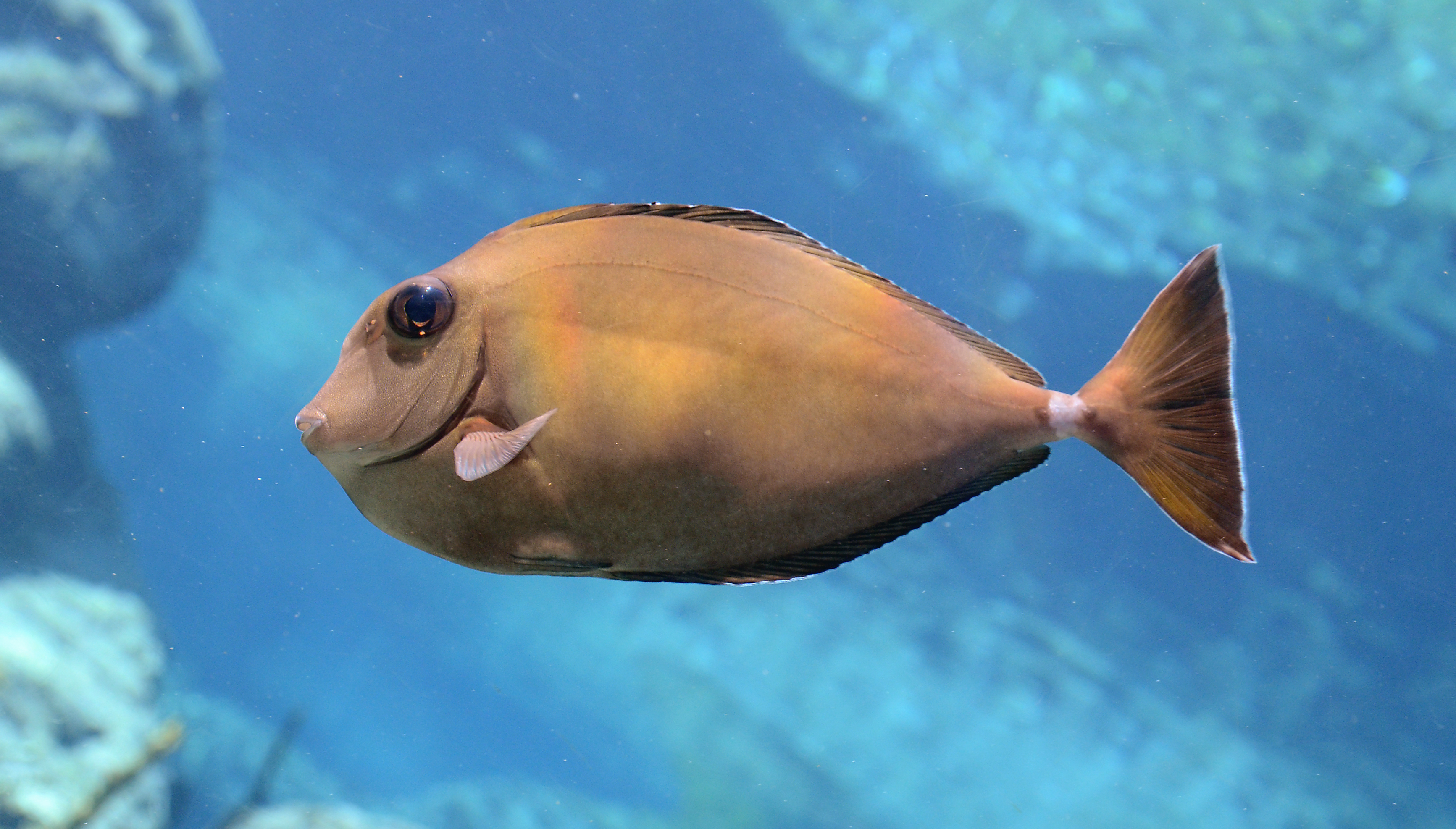
Fiatal
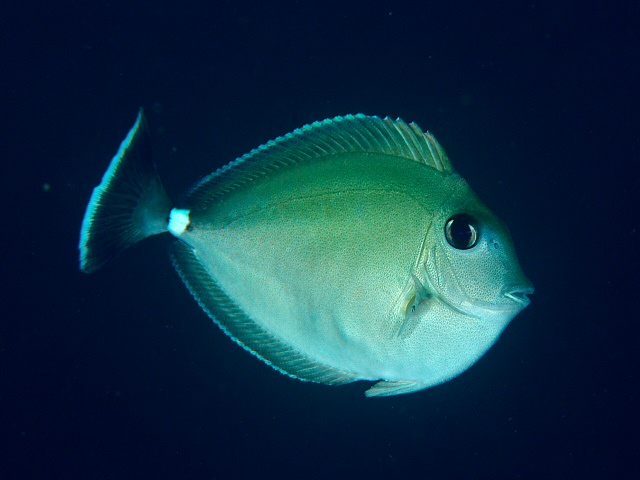
példányok